# Festival Internacional de Cinema de Sant Sebastià 1971
La 19a edició del Festival Internacional de Cinema de Sant Sebastià va tenir lloc entre el 7 i el 16 de juliol de 1971. En aquesta edició continuava tenint la categoria A de la FIAPF, és a dir, festival competitiu no especialitzat.

## Desenvolupament
Fou inaugurat el 7 de juliol de 1971 amb la presència del director general de Cinematografia Enrique Thomas de Carranza i amb la projecció fora de concurs d' Estiu del 42 de Robert Mulligan, qui fou entrevistat després de la projecció per Gemma Cuervo. Alhora el Museu Sant Telmo feia una exposició organitzada per Luis Gómez Mesa sobre la vida i obra de King Vidor, membre del jurat oficial i del qual s'ofereix una retrospectiva de la seva obra en aquesta edició. El dia 9 es van projectar la soviètica Molòdie de Nikolai Moskalenko i l'hongaresa Sárika drágám, que no fou ben acollida pels crítics. El dia 10 ho van ser The Touch d'Ingmar Bergman i Unman, Wittering and Zigo de John Mackenzie, que van recollir bones crítiques. El dia 11 foren exhibides Brewster McCloud de Robert Altman, Eberesuto dai kakko (Simfonia de l'Everest) d'Isao Zeniya i la txeca Už zase skáču přes kaluže, alhora que es va exhibir a la secció informativa Morte a Venezia, triomfadora al Festival de Canes. Els dies 12 i 13 es van mostrar Ça n'arrive qu'aux autres (on fou lloada l'actuació de Catherine Deneuve), la soviètica Diadia VaniaCrónica de una señora i Wezwanie. El dia 14 es va exhibir l'espanyola Los gallos de la madrugada, que fou escridassada i protestada, i Juste avant la nuit, alhora que visitaven el festival Vittorio Gassman i Mark Lester. El dia 15 es van projectar Le Genou de Claire, The Hellstrom Chronicle i Bartleby, alhora que cuejaven les protestes pel fracàs de la pel·lícula espanyola el dia anterior i a la secció informativa es projectava Sacco e Vanzetti. El dia 15 es van projectar Mecanismo interior del porto-riqueny Ramón Barco i Brancaleone alle Crociate, presentada pel seu protagonista Vittorio Gassman. També va visitar el festival Britt Ekland. El dia 16 es va projectar Love Story i es van entregar els premis.

## Retrospectiva
Aquest any es dedicaria una secció retrospectiva al director estatunidenc King Vidor, de qui es projectarien entre altres pel·lícules La gran desfilada (1925), The Crowd (1928), Street Scene (1931), Our Daily Bread (1934), The Citadel (1938), Un home sense estrella (1955), Guerra i pau (1956) i Salomó i la reina de Saba (1959).

## Jurat oficial
- King Vidor
- Ivan Bukovčan
- Guido Cincotti
- Robert Chabert
- Julia Gutiérrez Caba
- Leopoldo Torre Nilsson
- George Willoughby

## Selecció oficial
Les pel·lícules de la selecció oficial de 1971 foren:
- Bartleby d'Anthony Friedman
- Brancaleone alle Crociate de Mario Monicelli
- Brewster McCloud de Robert Altman
- Crónica de una señora de Raúl de la Torre
- Der plötzliche Reichtum der armen Leute von Kombach de Volker Schlöndorff
- Diadia Vania d'Andrei Mikhalkov-Kontxalovski
- Eberesuto dai kakko (Simfonia de l'Everest) d'Isao Zeniya  (fora de concurs)
- Juste avant la nuit de Claude Chabrol
- Le Genou de Claire d'Eric Rohmer
- Los gallos de la madrugada de José Luis Sáenz de Heredia  (fora de concurs)
- Molòdie de Nikolai Moskalenko
- Love Story d'Arthur Hiller  (fora de concurs)
- Mecanismo interior de Ramón Barco  (fora de concurs)
- Sárika drágám de Pál Sándor
- Estiu del 42 de Robert Mulligan  (fora de concurs)
- Ça n'arrive qu'aux autres de Nadine Trintignant
- The Hellstrom Chronicle de Walon Green  (fora de concurs)
- The Touch d'Ingmar Bergman  (fora de concurs)
- Unman, Wittering and Zigo de John Mackenzie
- Už zase skáču přes kaluže de Karel Kachyňa
- Wezwanie de Wojciech Solarz

## Palmarès
Els premis atorgats en aquesta edició foren:
- Conquilla d'Or a la millor pel·lícula: Le Genou de Claire, d'Eric Rohmer
- Conquilla d'Or (curtmetratge): El sueño del Pongo, de Santiago Álvarez Román
- Conquilla de plata (ex aequo): 
  - Diadia Vania d'Andrei Mikhalkov-Kontxalovski 
  - Estiu del 42 de Robert Mulligan 
  - Už zase skáču přes kaluže de Karel Kachyňa
- Premi Sant Sebastià d'interpretació femenina: Graciela Borges, per Crónica de una señora de Raúl de la Torre
- Premi Sant Sebastià d'interpretació masculina: Vittorio Gassman, per Brancaleone alle crociate de Mario Monicelli
- Menció especial del Jurat: Bartleby d'Anthony Friedman